# Google Nest
Google Nest（旧 Google Home）は、スマートスピーカー、スマートディスプレイ、ストリーミングデバイス、サーモスタット、火災警報器、ルーター、スマートドアベル、スマートカメラ、スマートロックなどのセキュリティシステムを含むスマートホーム製品を販売するGoogle LLCのブランドである。 
「Nest」のブランド名は、元Apple上級副社長であるトニー・ファデルとマット・ロジャースが2010年に共同設立したNest Labs社が所有していた。最初に発売された製品は、2011年に発売された「Nest Learning Thermostat」で、プログラマブル、自己学習型、センサー駆動型、Wi-Fi対応など、他のNest製品にも共通する特徴を備えている。2013年10月には、煙・一酸化炭素検知器「Nest Protect」を発売した。2014年にDropcam社を買収した後、2015年6月からNest Camブランドのセキュリティカメラを発売している。
同社は瞬く間に拡大し、2012年末には従業員が130人を超えた。Googleが2014年1月に32億米ドルでNest Labsを買収した当時の従業員数は280名だったが、2015年後半の時点でNestは1,100人以上の従業員を擁し、シアトルに主要なエンジニアリングセンターを設置した。
Googleが持株会社Alphabet Inc.の下で組織を再編した後、Nestは2015年から2018年までGoogleから独立して運営されていた。しかし、2018年にNestはRishi Chandraが率いるGoogleのホームデバイス部門に統合され、事実上、独立した事業としては存在しなくなった。2019年5月には、すべてのGoogle Homeエレクトロニクス製品は今後、Google Nestというブランドで販売されることが発表された。

## 歴史

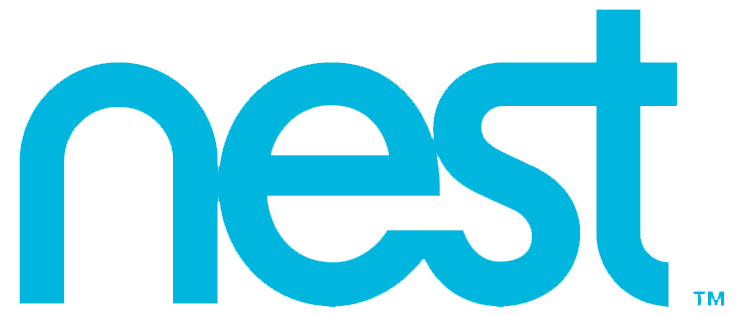
Googleのハードウェア部門になる前のNest Labsのロゴ

### Googleに買収される前のNest Labs
Nest Labs社は、2010年にAppleの元上級副社長であるトニー・ファデルと元iPod開発エンジニアのマット・ロジャースによって設立された。ファデルが別荘を建てた際に、市販されているすべてのサーモスタットに不備があることに気づき、より良いものを市場に投入したいと考えたことがきっかけだった。Nest Labsの初期の投資家には、Shasta Venturesやクライナー・パーキンスなどがある。

### Googleによる買収後のNest Labs
2014年1月13日、GoogleはNest Labsを現金32億ドルで買収する計画を発表、その翌日、2014年1月14日に買収を完了した。同社は、Googleの他の事業から独立して運営される。
2014年6月、Nest社がカメラスタートアップのDropcam社を5億5500万ドルで買収することが発表された。この買収により、Dropcamは他のNest製品と統合され、Protectアラームが作動するとDropcamが自動的に録画を開始したり、ThermostatがDropcamを使って動きを感知したりできるようになった。同年末、NestはハブサービスのRevolvを買収したが、その製品ラインは継続しなかった。
2014年9月、ベルギー、フランス、アイルランド、オランダで「Nest Thermostat」と「Nest Protect」の販売を開始した。当初は欧州全域の約400店舗で販売され、年内にさらに150店舗が追加される予定。2015年6月には、「Dropcam」に代わる新しい「Nest Cam」を「Nest Protect」の第2世代とともに発表した。

#### Alphabet Inc.の子会社のNest
2015年8月、Googleは新しい親会社であるAlphabet Inc.の下で事業を再編することを発表し、Nestは新しい持ち株会社の子会社としてGoogleから分離されることになった。この再編により、Nest社のCEOであるトニー・ファデルは、2016年6月にブログで、マット・ロジャースと共に設立した会社を離れ、「顧問」の役割に就くことを発表した。それは、ファデルのリーダーシップの下でのNestの厳しい企業文化に関する数ヶ月間の噂や、Nestに会社を売却したことを公然と後悔していたDropcamの前CEOグレッグ・ダフィーの不興を買った後に、最高潮に達した。2016年6月までに、Nest社の買収はGoogleにとって「災難」であると表現する報道もあった。
2016年のNest社の問題は、市場が限定されていることに起因するところが大きい。フォレスター・リサーチ社のフランク・ギレットによると、家電製品、ホームモニターシステム、スピーカー、照明など、インターネットに接続された機器を所有しているアメリカの家庭はわずか6％。また、2021年にはこの割合が15％にまで増加すると予測している。さらに、プライスウォーターハウスクーパース社が2016年に実施した調査では、回答者の72％が、今後2～5年の間にスマートホーム技術を採用することを予測していなかった。

#### Googleハードウェア部門の一部としてのNest
2018年2月7日、ハードウェアの責任者であるリック・オスターローにより、NestがGoogle HomeやChromecastなどのユニットと直接並ぶ、Googleのハードウェア部門に統合されたことが発表された。Nestはパロアルトにある独立した本社を維持するが、NestのCEOであるMarwan FawazはOsterlohの直属となり、今後の製品ではGoogleのプラットフォームやGoogle アシスタントなどのソフトウェアとの統合が強化される予定された。なお、この発表の直後に、共同創業者でチーフプロダクトオフィサーのマット・ロジャースが退社することを発表している。
2018年7月18日、NestのCEOであるマーワン・ファワズが退任した。Nestは、Rishi Chandraが率いるGoogleのホームデバイスチームに統合された。2019年5月7日のGoogle I/Oの基調講演では、Google Nestが今後、Googleのすべてのホーム製品の包括的なブランドとして機能することが発表された。「Google Home Hub」は遡って「Google Nest Hub」と改称され、また、より大きな画面と増幅されたスピーカーの両方を備えた「Nest Hub Max」という新たな大型版の製品も登場し、より大きな低音域のオーディオ体験を実現している。また、「Chromecast」、「Google Home」、「Google Wifi」などの製品ラインは、今後「Google Nest」ブランドで販売される。さらに、Nest社は、既存の「Works with Nest」プログラムを廃止し、今後は「Google アシスタント」を採用することを発表し、ユーザーにNest社のアカウントシステムからGoogleアカウントへの移行を促した。Googleは、Nest専用のプライバシー情報を公開し、透明性を確保し、個人情報を販売せず、ユーザーが自分のデータをコントロールできるようにすることを表明した。

#### ADTとのパートナーシップ
2020年8月、GoogleはADT Inc.に4億5000万ドルを投資し、6.6％の株式を取得する意向を発表した。両社は、ネスト社のデバイスをADT社のセキュリティモニタリングサービスと統合し、最終的には「ADT社のスマートホーム提供の礎」とする意向であるという。この発表を受けて、ADT社の株価は2倍に上昇し、17.21ドルの史上最高値を記録した。

## 製品

### Nest Learning Thermostat
Nest Learning Thermostatは、プログラム可能で自己学習型のWi-Fi対応電子サーモスタットで、家庭や企業の冷暖房を最適化し、省エネを実現する。機械学習アルゴリズムに基づいており、最初の数週間はユーザーがサーモスタットを調節して基準となるデータセットを提供する必要がある。最初の数週間は、ユーザーがサーモスタットを調節して、基準となるデータセットを提供する。その後、Nestは人々のスケジュールや、どの温度にいつ慣れているかなどを学習する。また、内蔵のセンサーと携帯電話の位置情報を利用して、家に誰もいないことがわかると、省エネモードに移行する。
| モデル                           | 発売日         |
| -------------------------------- | -------------- |
| Nest Learning Thermostat 第1世代 | 2011年10月25日 |
| Nest Learning Thermostat 第2世代 | 2012年10月2日  |
| Nest Learning Thermostat 第3世代 | 2015年9月1日   |

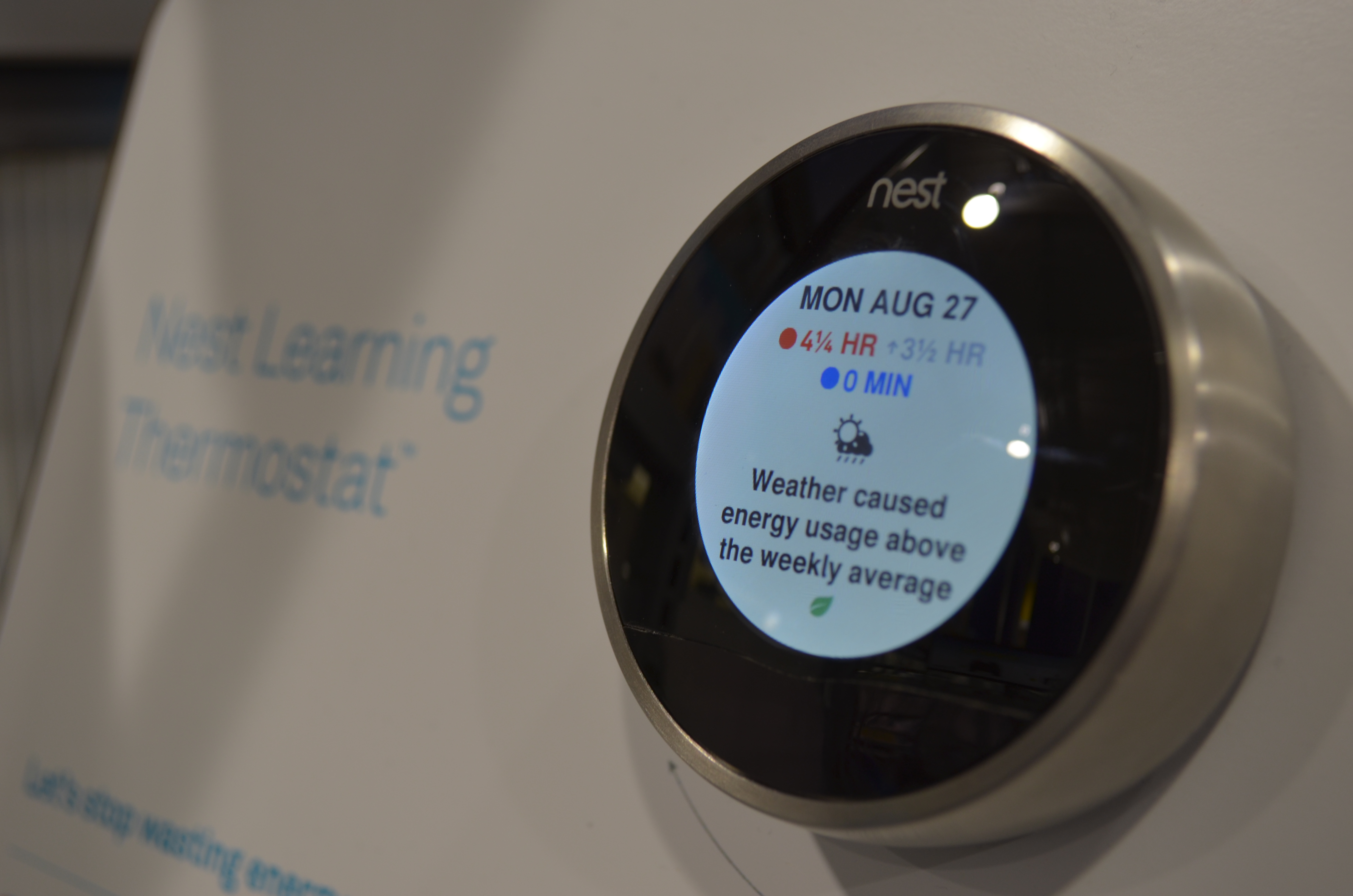
天気がエネルギー使用量に与える影響を示すNest Learning Thermostat

| Nest Thermostat E                | 2017年8月31日  |
| Nest Thermostat                  | 2020年10月12日 |

Nest Thermostatは、コントロールホイールの回転とクリック（または2020年のNest Thermostatではスワイプとタップ）でサーモスタットと対話できるオペレーティングシステムを中心に構築されており、暖房から冷房への切り替え、デバイス設定へのアクセス、エネルギー履歴、スケジュールなどのオプションメニューが表示される。ユーザーは、タッチスクリーンやその他の入力デバイスなしでNestを操作することができる。サーモスタットはインターネットに接続されているため、同社はバグの修正、性能の向上、機能の追加などのアップデートを行うことができる。アップデートが自動的に行われるためには、サーモスタットがWi-Fiに接続されていることと、バッテリーが3.7V以上充電されていて、アップデートのダウンロードとインストールが完了するのに十分な電力が供給されていることが必要。
オペレーティングシステム自体は、Linux 2.6.37をベースに、その他多くのフリーソフトウェアコンポーネントを使用している。
Nestは現在、米国、カナダ、メキシコ、英国、ベルギー、フランス、アイルランド、オランダ、ドイツ、オーストリア、イタリア、スペインで販売されている。ただし、他の国の多くの冷暖房自動化システムと互換性がある。Nest Labs社は、公式に販売されている地域以外にいることがわかっている既存のユーザーを対象に調査を行った。米国とカナダ以外の地域でサーモスタットを使用するには、ソフトウェアが郵便番号に基づいて時間やその他の機能を設定するため、複雑になる。海外のユーザーは、Wi-Fiを無効にして時刻を正しく設定するか、最も近い米国の郵便番号を使用する必要がある。この場合、サーモスタットは、睡眠や居住者の不在に対応する無活動状態を誤って想定するため、動作が不安定になる可能性がある。
2017年9月、Nestは初代Nest Thermostatの廉価版であるThermostat Eを発売した。機能的には標準モデルと似ているが、ベゼルリングが（金属ではなく）プラスチックやセラミックになっていたり、ディスプレイに「つや消し」のオーバーレイが使わたりしている。初代モデルとは異なり、使用時にのみ画面が表示されるようになっています。これらのデザイン変更は、家庭内でより自然に見えるようにするためのもの。また、上位機種に比べて配線コネクターの数が少なくなっており、これにより85％以上の住宅に対応できるとしている（標準機種は95％）。
2020年10月、Googleは北米市場向けに「Nest Thermostat」を発売した。価格はより入手しやすくなり、鏡のようなフェイスを採用するなど、物理的に大きな変化を遂げた。他のNestモデルに見られる回転リングは、サーモスタット本体の右側にあるタッチセンサーストリップに変更され、このモデルではタッチセンサーストリップのスワイプやタップが入力方法となっている。学習機能は、リモートセンサーへの対応とともに削除されている。空調設備の互換性は「Nest Thermostat E」と同じですが、2020年版「Nest Thermostat」と「Nest Thermostat E」のベースは互換性がない。

### Nest Protect

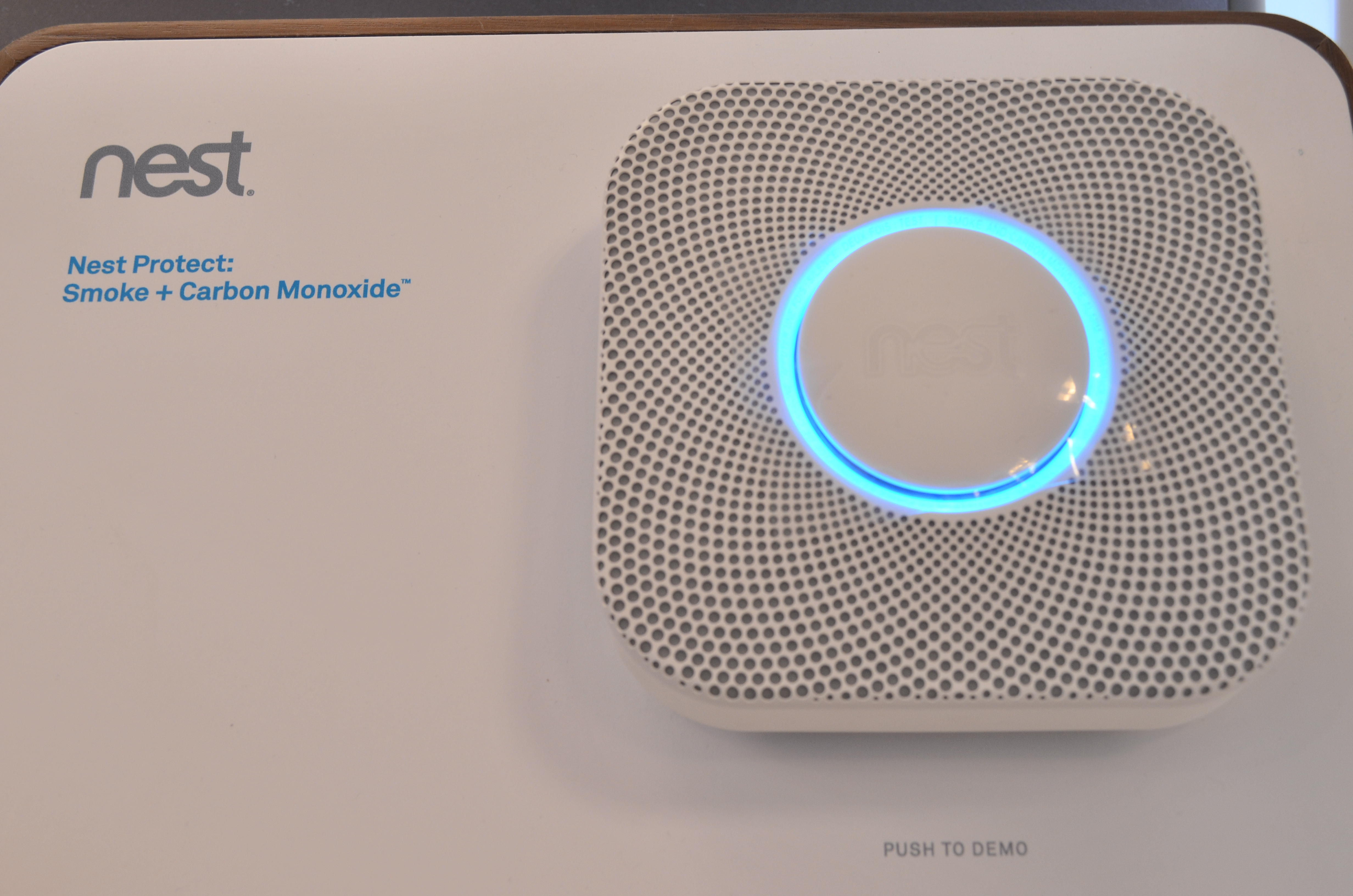
Nest Protect

2013年10月、Nest社は2つ目の製品として、煙・一酸化炭素検知器「Nest Protect」を発表した。Nest Protect」には、ブラックとホワイトの2色があり（ブラックはNest社の直販限定）、電池式とAC電源式のモデルがある。Nest Protect」には、色とりどりのライトリングが搭載されており、早期警告の場合は黄色、アラームが鳴っている場合は赤というように、それぞれの動作を色分けして表示する。また、このリングにはモーションディテクターが搭載されており、人が下を通ると一時的に白色に点灯し、照明となる。Nest Protectは音声で作動し、アラームが鳴る前に短時間で警告を発する。また、「Nest Thermostat」と通信して、「Auto-Away」機能に家の中に人がいるという情報を提供したり、火災や一酸化炭素の発生時に炉を停止させたりすることもできる。アメリカ、カナダ、イギリス、ベルギー、フランス、アイルランド、オランダで販売している。
2014年4月3日、アラーム機能を誤って無効にしてしまう可能性があるとして、「Nest Protect」の販売を停止した。 2014年5月21日、この問題のために既存の「Nest Protect」44万台がリコールされ、この機能を無効にするソフトウェアアップデートが配布された。
2015年6月17日、Nestは新しいバージョンのNestProtectをリリースしました。これは、商用グレードの光電センサーを家庭に持ち込む最初の煙警報器です。スプリットスペクトルセンサーと呼ばれます。2つの波長の光を使用してさまざまな種類の煙を検出します。これにより、高速燃焼と低速燃焼の両方の火災をすばやくキャッチできます。さらに、一酸化炭素センサーが長持ちするため、NestProtectは10年間持続します。新しいNestProtectには、App Silenceと呼ばれる機能もあります。この機能を使用すると、米国やカナダにいない場合でも、スマートデバイスを使用してSilenceを消音できます。 また、家にいないときは、煙探知器が内蔵マイクを使用して自分自身をテストします。 Safety Rewardsを利用すると、AmericanFamilyとLibertyMutualを通じて保険に加入しているNestProtectユーザーは、請求額を節約できます。 

### Nest Cam Indoor
2014年6月、NestはDropcamセキュリティカメラのメーカーであるDropcamを買収しました。 2015年6月、Nestは、Dropcamをベースにしたアップグレードおよびブランド変更されたセキュリティカメラであるNestCamを発表しました。機能は、1080pビデオ解像度、回転式、磁気スタンド、暗視、双方向トーク、サウンドとモーションアラート、およびオプションのNestAwareクラウドサービスです。 2016年7月にNestCam Outdoorが発表された後、Nest CamIndoorに名前が変更されました。
Nest Cam製品のいくつかのセキュリティ上の欠陥が2017年3月に報告され、泥棒がカメラの常時接続のBluetooth信号をハッキングして記録を停止する可能性がありました。   Nestはその月の後半に、脆弱性を修正するセキュリティアップデートをリリースしました。 

### Nest Cam Outdoor
Nest Cam Outdoorは2016年7月に発表され、屋外での監視に適したNestCamのバージョンです。 Nest Cam Indoorとの主な違いは、屋外の条件に耐えるように設計されていることです。 

### Nest Cam IQ
Nest Cam IQは2017年6月に発表され、Nest CamIndoorのよりプレミアムなモデルです。 HDR付きの4Kカメラセンサーを備えています。また、Nest Awareサービスを使用するときに、さまざまな顔を認識して区別する機能も備わっています。また、Wi-Fi接続の改善、より明るい赤外線LED、追加されたマイクに加えてより強力なスピーカー、カメラのビュー内で発生するアクションにズームインするクローズアップ追跡ビューなど、いくつかのマイナーなアップグレードがあります。 
2017年9月に耐候性屋外モデルが発表されました。  Cam IQの屋内バージョンも、2018年にデバイスにGoogleアシスタント機能を追加するためのアップデートを受け取りました

### Nest Secure
Nest Secureは、2017年9月に発表されたホームセキュリティシステムこのシステムは、Nest Guard（アラーム、キーパッド、マイク内蔵のモーションセンサー）、Nest Detect（ドア/ウィンドウ、モーションセンサー）、Nest Tag（キーチェーンフォブ）で構成されています。 この製品は2017年11月にリリースされました。   Nestは、Brinks Home Securityと月額プランのパートナーシップも結んでいるため、NestProtectシステムを専門的に監視できます。 
2019年2月には、巣Guardはとして効果的に二重にそれをできるように、Googleのアシスタントを追加するための更新を受けたスマートスピーカーに似Googleホーム一般的な音声コマンドのために。 デバイス内のマイクの存在が製品仕様で適切に開示されていなかったため、この追加は批判に直面しています。グーグルは、マイクが含まれていることは誤ってリストされた仕様に含まれていなかったと述べており、もともとは将来のセンサー機能を可能にすることを目的としていました。 
2020年10月19日、GoogleはNestSecureのサービスが正式に中止されたことを確認しました。検索エンジンの巨人は、Nest Secureの廃止の理由を説明しませんでしたが、既存のユーザーに対してサービスの継続を確認しました。 

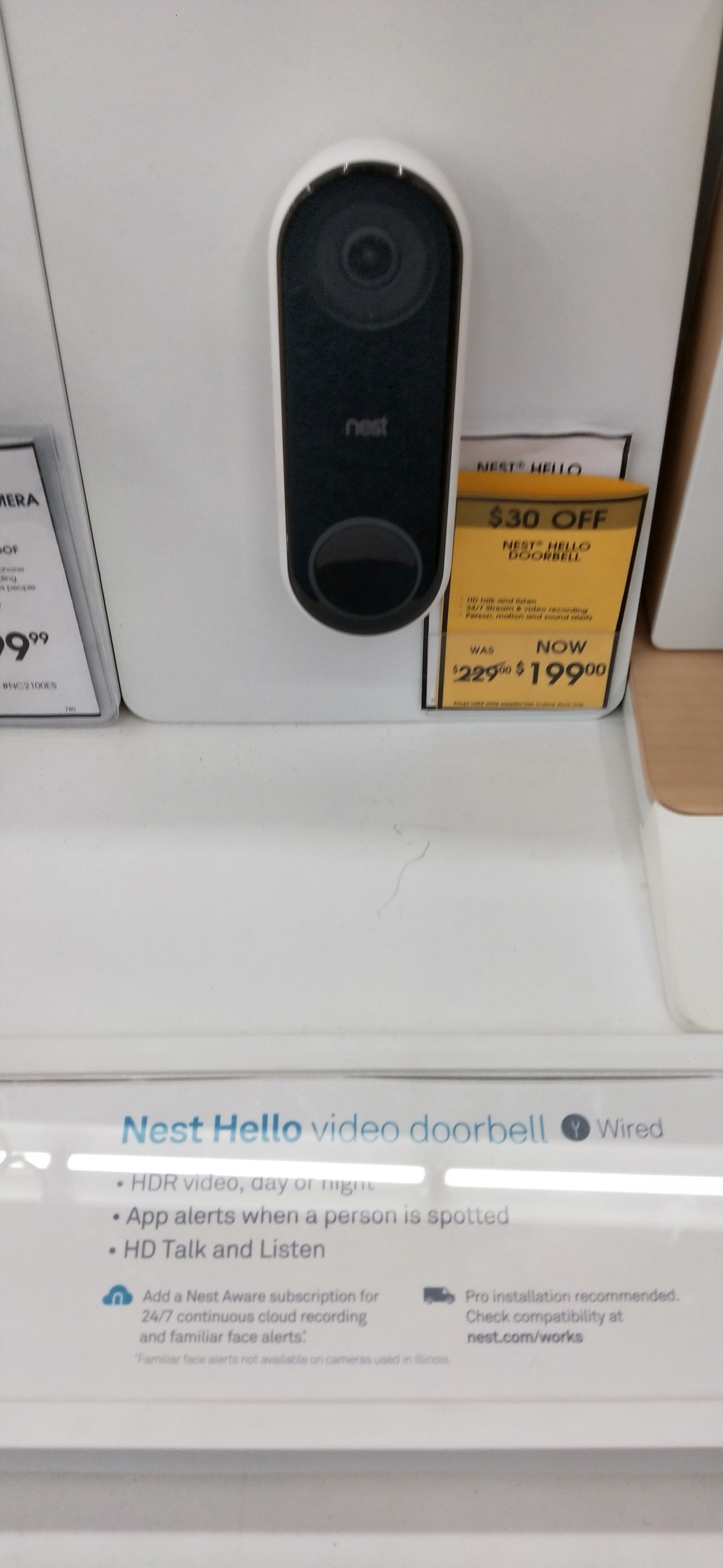
Nest Hello

### Nest Hello
Nest Helloは、顔認識機能を備えた有線のスマートビデオドアベルです。 このデバイスは当初、2018年2月に発売される予定でしたが、米国とカナダでは3月まで延期されました。  Helloは2018年5月に英国で発売されました。 

### Nest ×Yale

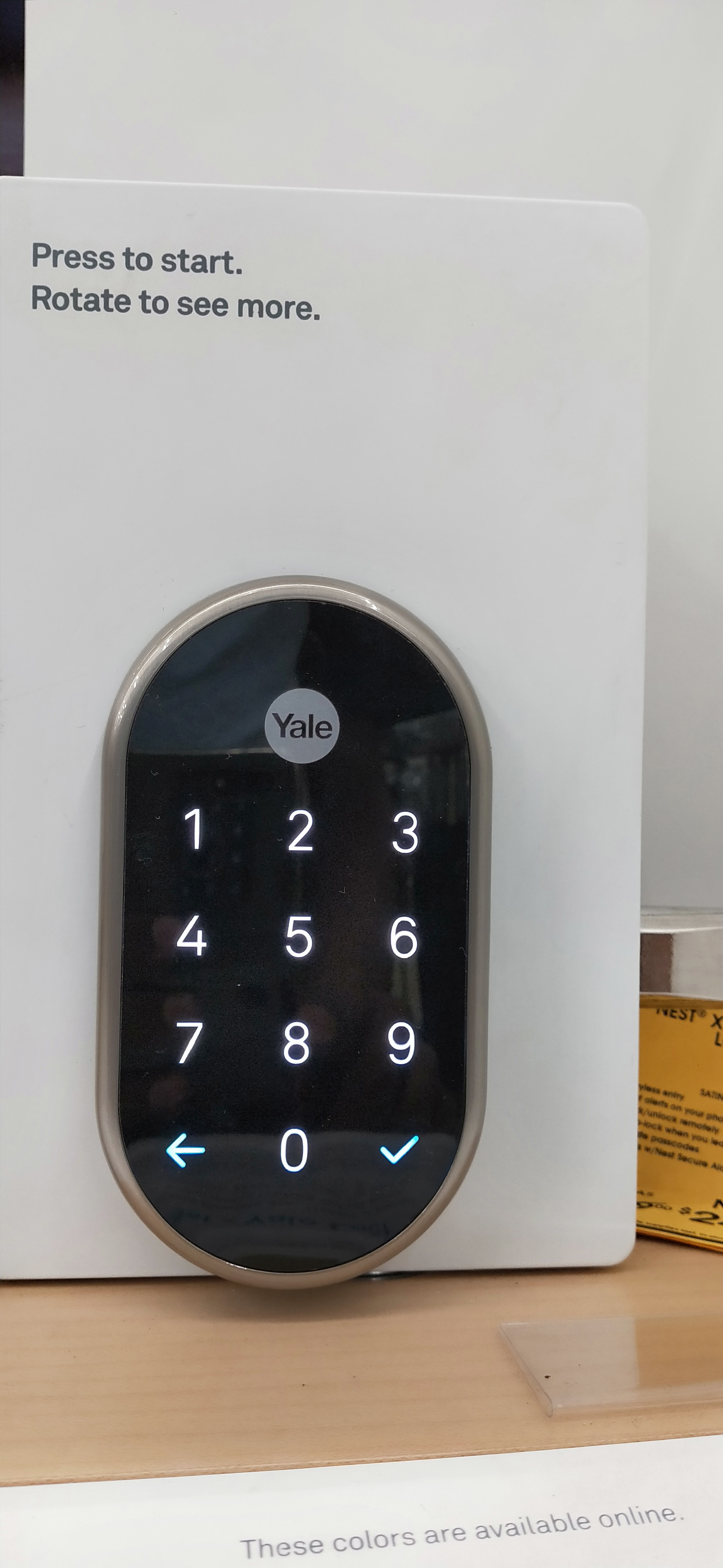
Nest x Yale

Nest×Yaleは、2018年3月に発売されたYaleとのコラボレーションによるスマートロック。 NestConnectまたはNestGuardに接続されたテクノロジーです。 単三電池4本で駆動するロックには、緊急アクセス用に9V電池を接続できる端子が下部にあります。 

## Works with Nest
Works with Nestは、サードパーティーのデバイスが仮想アシスタントなどのNest製品や、多くのサードパーティのホームオートメーションプラットフォームと通信できるようにするプログラムです。  さらに、WhirlpoolやGE Appliancesなど、多くのスマートデバイスメーカーがNestプラットフォームと直接統合している。
2019年5月7日、Works with Nestは2019年8月31日をもって廃止されることが発表された。ユーザーは、代わりにGoogleアカウントとGoogleアシスタント統合に移行するように指示された。これを行うと、Works withNestを使用できなくなる。Googleは、この変更はセキュリティとプライバシーの理由によるものであると述べた。サードパーティのデバイスはGoogleアシスタントを介してのみNestエコシステムと統合できるため、個人データの量とアクセスできるデバイスへのアクセスが大幅に制限される。グーグルは「少数の徹底的に精査されたパートナー」に追加データへのアクセスを与えると述べた。
この変更は、機能が失われる可能性があるという批判に直面した。LutronやSimpliSafeなどのベンダーは、製品とNestプラットフォームの統合（サーモスタットのホームモードとアウェイモードに関連付けることができる）がこの変更の影響を受けると発表した。 GoogleはIFTTTを、操作に必要なアクセス量のために統合できなかったサービスとして明示的に指定した。Vergeは、影響を受けるデバイスには、 Philips Hue 、 Logitech Harmony 、Lutronライト、 August Home 、およびBelkinWemoスイッチも含まれると推定した。さらに、The Vergeは、この変更によりクローズドプラットフォームが作成され、Googleの製品と直接競合する製品との統合がブロックされる可能性があるため、スマートホーム市場の断片化につながると主張した。
2019年5月16日、GoogleはWorks with Nestの非推奨プランを明確にした。既存の統合は8月31日以降無効にはならないが、ユーザーは新しい統合を追加できなくなり、サービスは今後のメンテナンスアップデートのみを受け取る。 Googleはまた、Nestのホーム/アウェイトリガーを「ルーチン」システムに統合したり、NestとAmazon Alexaの統合を維持したりするなど、アシスタントの一部としてNestプラットフォーム機能の複製に取り組んでいると述べた。